# Linsengleichung
Die Linsengleichung, auch Abbildungsgleichung genannt, gibt bei einer optischen Abbildung mittels einer Linse die Beziehung zwischen Gegenstandsweite {\displaystyle g}, Bildweite {\displaystyle b} und Brennweite {\displaystyle f} an. Sie lautet:
{\displaystyle {\frac {1}{b}}+{\frac {1}{g}}={\frac {1}{f}}}.

## Geometrische Herleitung
Für eine dünne Linse, deren objekt- und bildseitige Hauptebenen zusammenfallen, lässt sich die Linsengleichung wie folgt herleiten:

Bezeichnungen an der dünnen Linse

Durch Anwendung des Strahlensatzes der Geometrie auf den Mittelpunktsstrahl und die sich mit ihm im Mittelpunkt der Linse kreuzende optische Achse erhält man für den Abbildungsmaßstab A die Beziehung
{\displaystyle A={\frac {B}{G}}={\frac {b}{g}},}
wobei G die Größe des abzubildenden Gegenstandes (Objektes) und B die des Bildes ist. Die Gegenstandsweite oder Objektweite, also der Abstand zwischen Hauptebene der Linse und Objekt, ist hier mit g bezeichnet und die Bildweite, also der Abstand zwischen Hauptebene und Bild, mit b.
Wendet man den Strahlensatz auf den bildseitigen Brennpunktstrahl und die sich mit ihm im Brennpunkt kreuzende optische Achse an, so erhält man
{\displaystyle {\frac {B}{G}}={\frac {b-f}{f}}.}
f ist in diesem Fall die bildseitige Brennweite der Linse.
Die linken Seiten der 1. und 2. Gleichung sind gleich, also müssen auch deren rechten Seiten gleich sein, das ergibt
{\displaystyle {\frac {b}{g}}={\frac {b-f}{f}}={\frac {b}{f}}-1.}
Addition von 1 und Division durch b ergibt weiter
{\displaystyle {\frac {1}{b}}+{\frac {1}{g}}={\frac {1}{f}}}
Diese Beziehung wird Linsengleichung oder Abbildungsgleichung genannt. Eine äquivalente Formulierung ist die newtonsche Abbildungsgleichung.
Die Linsengleichung ist auch für dicke Linsen und Systeme aus mehreren Linsen gültig, deren Hauptebenen im Allgemeinen nicht zusammenfallen. Dann bezeichnet g den Abstand zwischen Objekt und objektseitiger Hauptebene und b den Abstand zwischen Bild und bildseitiger Hauptebene.

## Gleichungen für gewünschte Vergrößerung
Sucht man die Bild- und Gegenstandsweiten zu einer Vergrößerung {\displaystyle A} (Verhältnis von Bild- und Gegenstandsgröße), so gilt
{\displaystyle A={\frac {b}{g}}},
{\displaystyle b=(A+1)\cdot f},
{\displaystyle g=\left({\frac {1}{A}}+1\right)\cdot f.}
Um zum Beispiel eine vierfache Vergrößerung zu erhalten, hat man {\displaystyle b=5f} und {\displaystyle g={\tfrac {5}{4}}f} .

## Gleichungen bei unbekannter Bildweite
Folgende Gleichungen sind anwendbar, wenn die Bildweite b – zum Beispiel bei Kameras – nicht bekannt ist.
Um ein gewünschtes Blickfeld G über die Entfernung g auf die Bildsensorgröße B abzubilden, wird eine Brennweite
{\displaystyle f={\frac {B}{G+B}}\cdot g}
benötigt. Für eine gegebene Brennweite f wird auf die Sensorgröße B das Blickfeld G im Abstand g bestimmt mit
{\displaystyle G=\left({\frac {g}{f}}-1\right)\cdot B.}

## Brechkraft und Vergenz
Der Kehrwert der Brennweite ist die Brechkraft {\displaystyle D} und gleich der Summe der Kehrwerte von Bild- und Gegenstandsweite, wie die Linsengleichung in folgender, oben hergeleiteter Form zeigt:
{\displaystyle {\frac {1}{b}}+{\frac {1}{g}}={\frac {1}{f}}=D}
Die SI-Einheit {\displaystyle \mathrm {m} ^{-1}=1/\mathrm {m} } der Brechkraft heißt Dioptrie.
Kehrwerte besonderer Weiten/Längen werden in der geometrischen Optik Vergenzen genannt. So wie die Brechkraft einer Einzellinse lässt sich auch die von dünnen benachbarten Linsen näherungsweise einfach als Summe von Vergenzen – den Brechkräften der Einzellinsen – ausdrücken:
{\displaystyle {\frac {1}{f_{1}}}+{\frac {1}{f_{2}}}={\frac {1}{f}}}
Ebenso ist die Brechkraft beim Brillenträger näherungsweise die Summe der des Auges und der der Brille.